# António Jacinto
António Jacinto do Amaral Martins (Luanda, 28 de setembre de 1924 — Lisboa, 23 de juny de 1991) fou un poeta nacionalista angolès. També va usar el pseudònim Orlando Tavora.

## Biografia
Va néixer a Angola però els seus pares eren portuguesos. Es va criar i va estudiar a Golungo Alto, Kwanza-Nord. Després de llicenciar-se a Luanda va treballar com a funcionari civil i juntament amb Viriato Clemente da Cruz va fundar el Partit Comunista Angolès. Començà a escriure poemes de protesta, i com a resultat de la seva militància política fou arrestat per primer cop el 1959. Després seria enviat al Camp de Tarrafal a Cap Verd de 1961 a 1972. El seu primer llibrede poemes fou publicat el 1961, el mateix any del seu empresonament. El seu empresonament va tenir un cert ressò internacional i el 1972 fou enviat a Lisboa sota paraula, on va treballar com a comptable.
El 1973 es va escapar i va tornar a Angola, on es va unir al MPLA com a director del seu Centre d'Instrucció Revolucionària. Després de la independència d'Angola el 1975 va formar part del govern d'Agostinho Neto (1922 - 1979), primer com a ministre d'educació i cultura i el 1977 com a secretari del Consell de Cultura Nacional. El 1990 va deixar la política per la seva edat avançada però continuà com a membre del Comitè Central del MPLA.

## Obres
- Colectãnea de Poemas, 1961, Éditions Casa dos Estudantes do Império, Lisboa.[1]
- Outra vez Vovô Bartolomeu (portuguès), 1979.
- Sobreviver em tarrafal de Santiago (Portuguès, 1980),[1] Survivre dans Tarrafal de Santiago (French, "Surviving in Tarrafal de Santiago"), Luanda: Éditions INALD (Instituto Nacional do Livro de Disco), 1985. Winner of 1985 National Literature prize.[5]
- em kiluanji do Golungo (1984)
- Prometeu (1987)
- Fabula de sanji (1988).

## Poemes cèlebres
- O grande desafio
- Poema da alienação
- Carta dum contratado
- Monangamba
- Canto interior de uma noite fantástica
- Era uma vez
- Bailarina negra
- Ah! Se pudésseis aqui ver poesia que não há!
- Vadiagem[Enllaç no actiu]